# Fernando Martins da Fonseca Coutinho

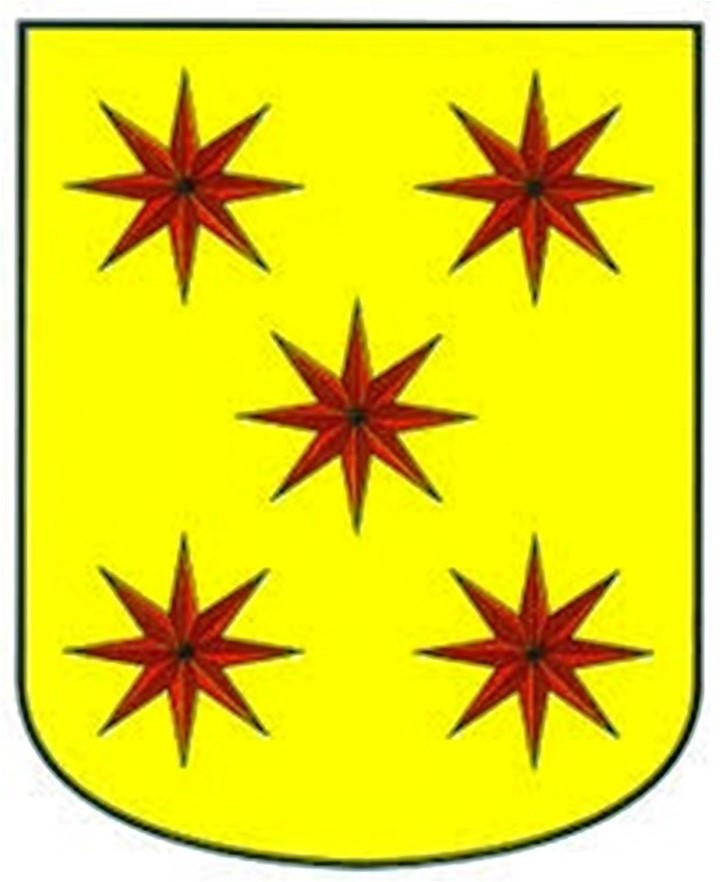
Escudo de Coutinho

Fernando Martins da Fonseca Coutinho (c. 1294) fue un noble portugués, señor de Couto de Leomil.
Sus padres fueron Esteban Martins de Leomil y Urraca Rodrigues da Fonseca.
Se casó con Teresa Pires Varela (1300), hija de Pedro Fernandes Palha (Pedro Migueis) y Urraca Fernandes Varela, hija de Fernando Varela (1261), el cual era hijo de Juan Fernandes Varela (1231) y de Maria Peres Sarraza. Esta última era hija del conde don Pedro Soares Sarraza (1211), señor de Solar, ricohombre, y de Elvira Nunes Maldonado. Pedro Soares Sarraza era hijo de María Alfonso de León (1205/1215 - después de 1252).
Su hijo Vasco Fernandes Coutinho (c. 1340) heredó el señorío de Couto de Leomil.